# Leucania homopterana
Leucania homopterana är en fjärilsart som beskrevs av Swinhoe 1890. Leucania homopterana ingår i släktet Leucania och familjen nattflyn. Inga underarter finns listade i Catalogue of Life.